# Internashville Urban Hymns
Internashville Urban Hymns ist das erste, 2005 veröffentlichte Studioalbum der deutschen Musikgruppe The BossHoss. Abgesehen von drei Kompositionen des Sängers und Rhythmusgitarristen Hoss Power besteht das Album aus im Country-Stil arrangierten kommerziell erfolgreichen Rock- und Popstücken. Es ist das einzige Album der Band, auf dem Boris „Russ“ Kontorowski als Leadgitarrist zu hören ist.

## Allgemeines
Power war alleiniger Produzent und Arrangeur des Albums. Zudem übernahm er zusammen mit Sir Frank Doe die Abmischung. Wie auch bei jeder späteren Veröffentlichung der Band steuerte Boss Burns das Grafikdesign bei, auf Internashville Urban Hymns tat er dies jedoch unter dem Pseudonym Alec Tricity. Ergänzt wurde das Design durch die Fotos von Erik Weiss: Jedes Bandmitglied wurde einzeln porträtiert. Dazu wurde zu jedem Pseudonym eine kleine Charakterisierung verfasst.
2011 äußerte sich die Band in einem Interview zum Album: „Die erste Platte, die wir gemacht haben, klingt ja nach ‚in-der-Scheune-aufgenommen‘ – und das war genau richtig so: Da fällt im Hintergrund etwas vom Hocker, da fällt ein Verstärker um, da brummt was und da sind auch Fehler dabei – absichtlich charmante Fehlerchen oder erst hinterher entdeckte, die wir dann drin gelassen haben. Das musste einfach genau so klingen!“

## Titelliste
Die Titel werden von Vokal- und Geräuscheinspielern ineinander übergeleitet.
1. Yee Haw (Power)
2. Hey Ya! (Benjamin)
3. Toxic (Dennis, Karisson, Jonback, Winnberg)
4. Loser (Hansen, Stephenson)
5. Sabotage (Diamon, Yauch, Horovitz)
6. Hot in Herre (Brown, Haynes, Williams)
7. Seven Nation Army (White)
8. Drowned in Lake Daniels (Power, Heinen)
9. A Little Less Conversation (Davis, Strange)
10. Hey Joe (Roberts)
11. Eyes Without A Face (Idol, Stevens)
12. Unbelievable (Atkin, Brownson, De Cloedt)
13. All the Things She Said (Valentinovich, Sasunikovic, Kierszenbaum, Shapovalov, Kiper, Horn, Galoyan)
14. Remedy (Power)
15. Word Up (Blackmon, Jenkins)
16. Like Ice in the Sunshine (Copp, Harders)

## Kritik
Oliver Ding schrieb für plattentests.de: „Alles wird so konsequent zerjodelt, geknödelt und durchs Waschbrett geschrubbt, daß jegliches Klischee hilflos die weiße Fahne schwenkt. Und den letzten Rest an Anspruch weit draußen in der Prärie begräbt. Diese Musik ist von Kopf bis Huf tätowiert. Sie säuft literweise Dosenbier und raucht wie ein Schlot. Und nie wurde sie so herzlich prollig umgesetzt. Subtil wie ein Pferdefurz, hartnäckig wie Herpes. Aber die ausgenudeltste Jukebox klingt bekanntlich immer noch am besten. The BossHoss sind ein verfluchtes Rodeo. Für Greenhorns aus Überzeugung.“